# سورسور، کردامیر
سورسور (به ترکی آذربایجانی: Sorsor) یک منطقهٔ مسکونی در جمهوری آذربایجان است که در شهرستان کردامیر واقع شده‌است.